# Oval dammsnäcka
Oval dammsnäcka (Radix ovata) är en snäckart som först beskrevs av Draparnaud 1805.  I den svenska databasen Dyntaxa används istället namnet Radix balthica. Oval dammsnäcka ingår i släktet Radix och familjen dammsnäckor. IUCN kategoriserar arten globalt som livskraftig. Arten är reproducerande i Sverige. Inga underarter finns listade i Catalogue of Life.

## Bildgalleri

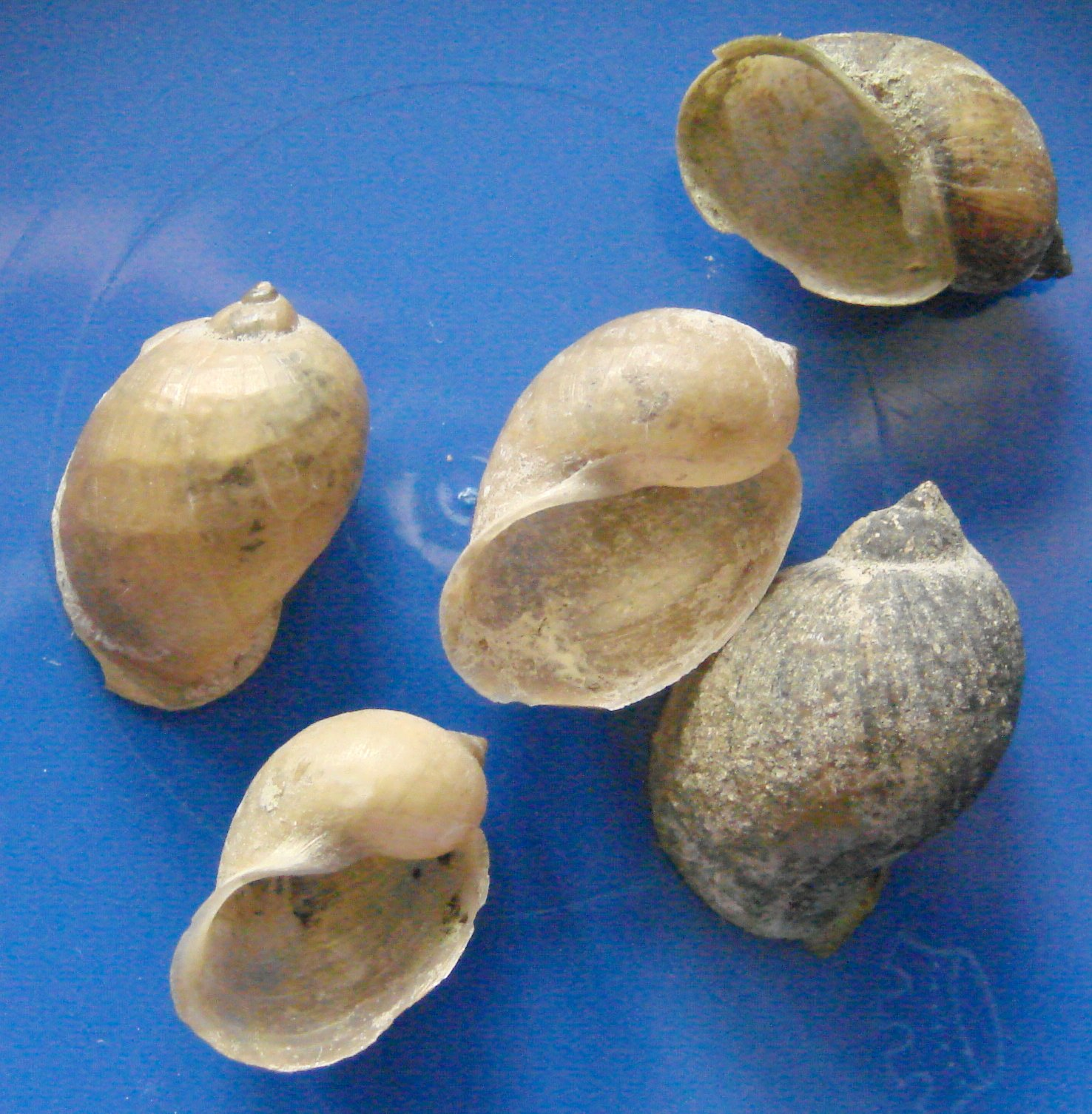